# Rudolfiella aurantiaca
Rudolfiella aurantiaca là một loài lan có mặt từ Trinidad đến Nam Mỹ nhiệt đới. Đây là loài điển hình của chi Rudolfiella.

## Hình ảnh

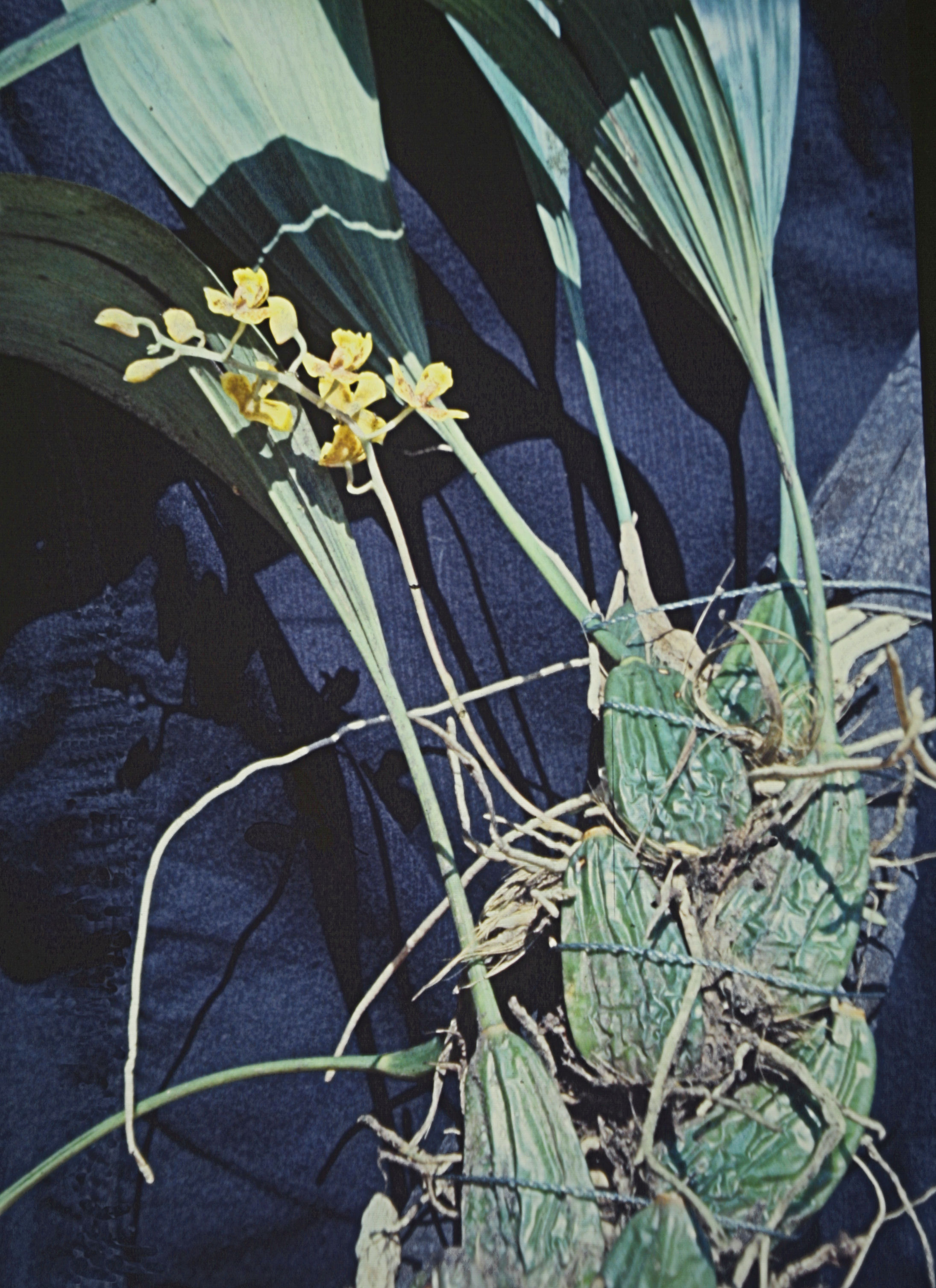
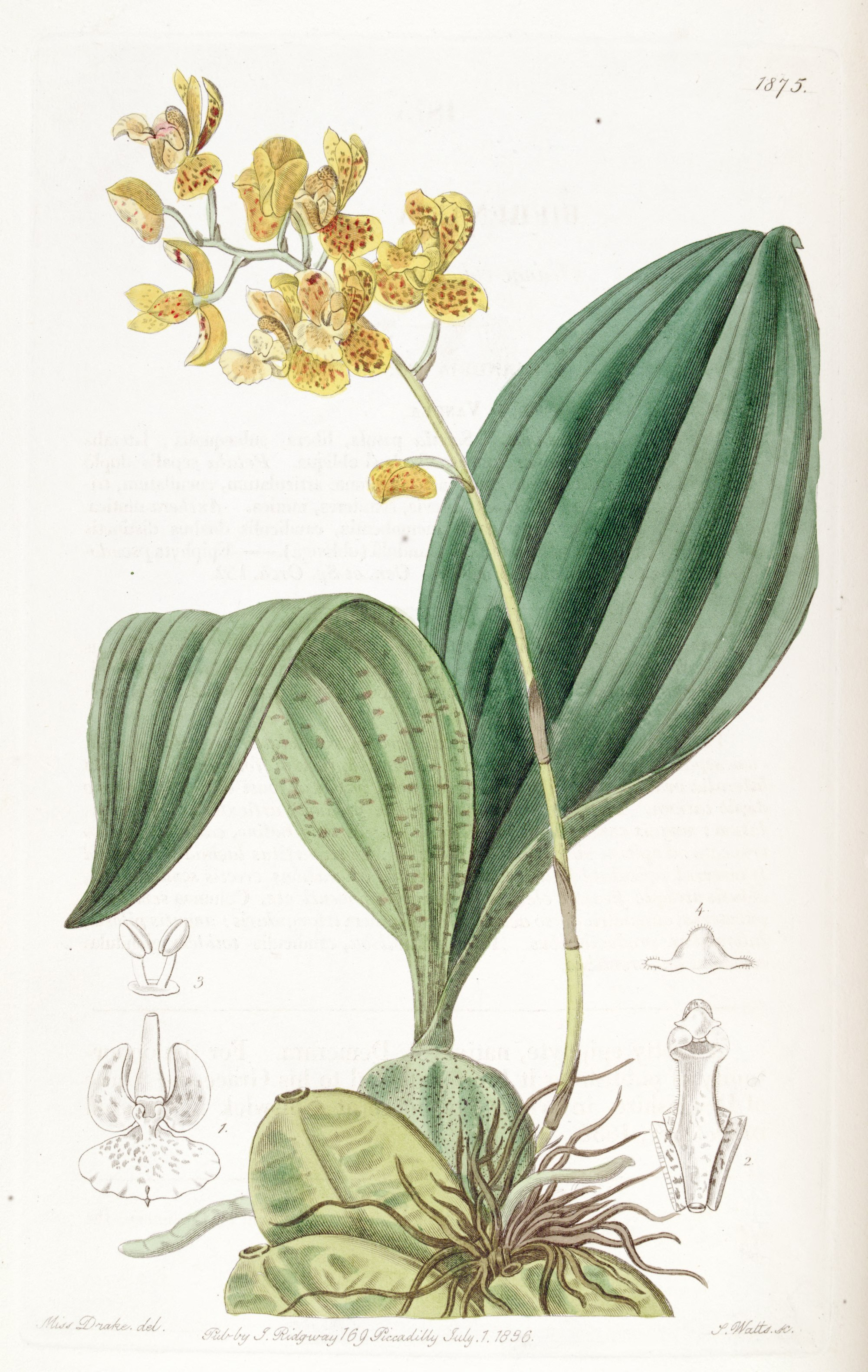
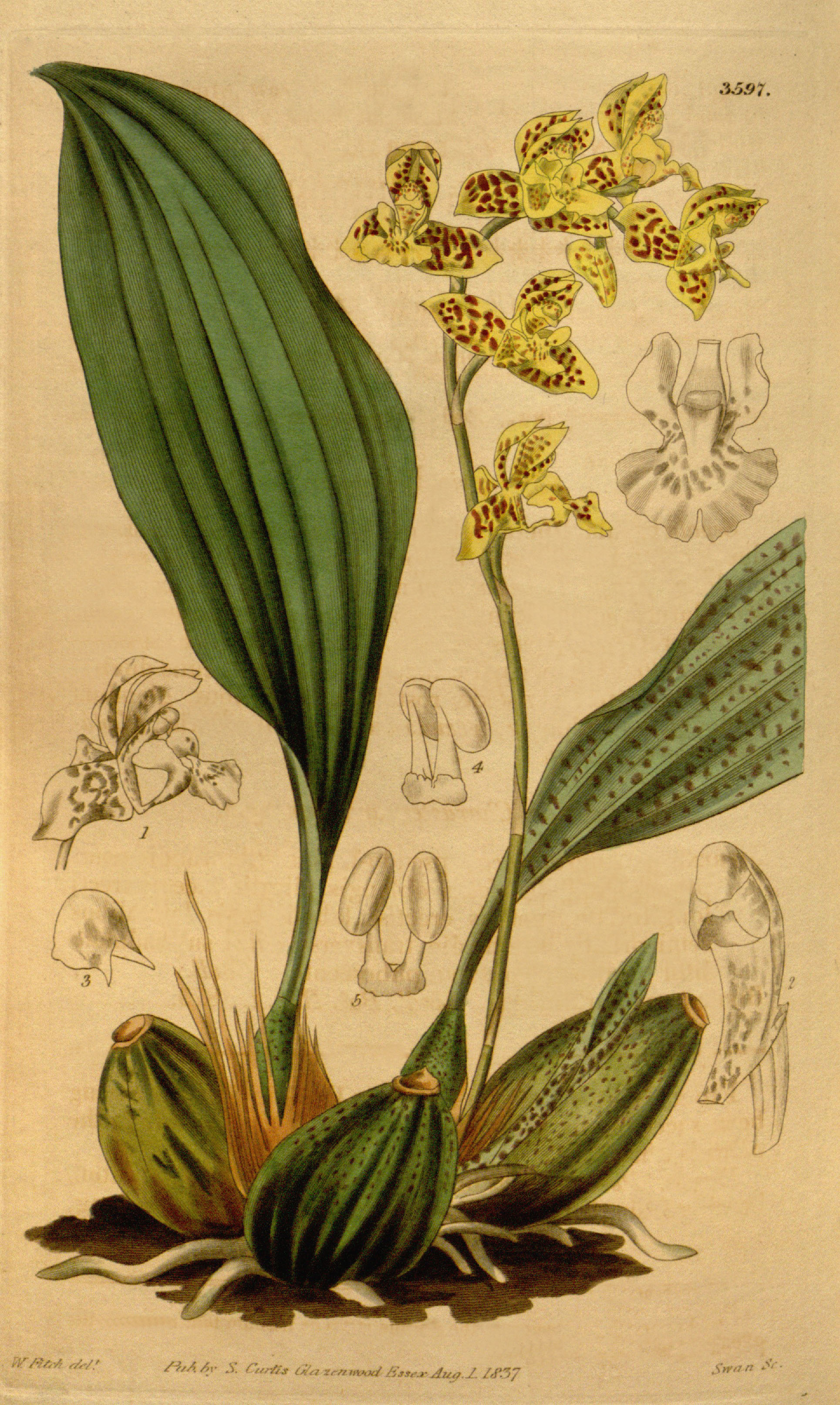
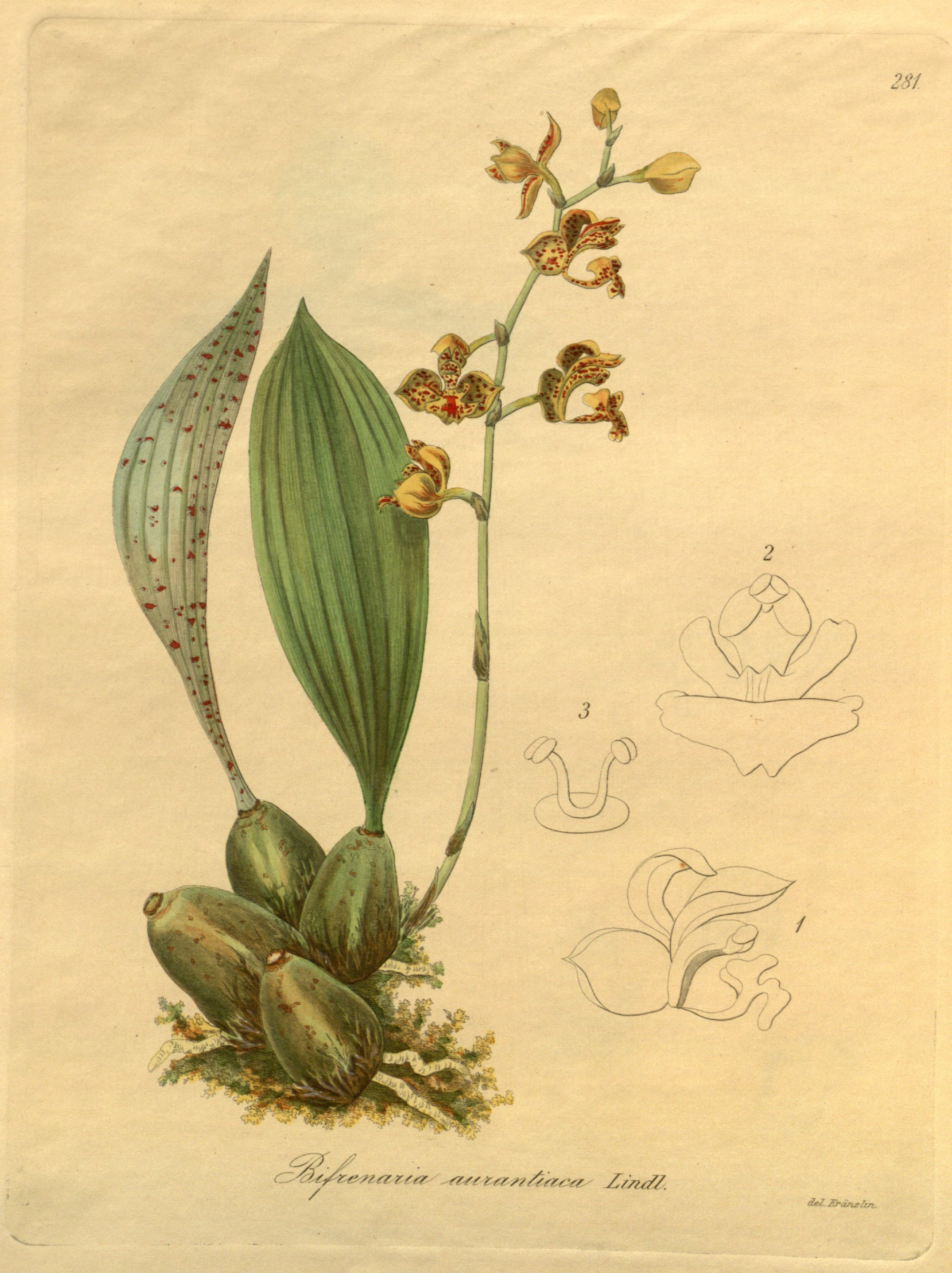